# Jérémy Mathieu
Jérémy Forat Mathieu (* 29. října 1983 Luxeuil-les-Bains) je bývalý francouzský profesionální fotbalista, který hrával na pozici levého či středního obránce. Svoji hráčskou kariéru ukončil v létě 2020 v dresu portugalského klubu Sporting CP. Mezi lety 2011 a 2016 odehrál také 5 utkání v dresu francouzské reprezentace.

## Klubová kariéra

### Sochaux
Mathieu začal svoji kariéru s největším klubem v regionu Franche-Comté, FC Sochaux-Montbéliard. Svůj debut v Ligue 1 si odbyl v sezóně 2002/03 v zápase proti CS Sedan. Přesto, že mu bylo pouze 18 let, byl vybrán do základní sestavy a ihned vstřelil svůj první gól, ten ale pouze pomohl k remíze 2-2 proti Rennes. V tu sezónu si odbyl 23 ligových zápasů a vstřelil 4 góly. Měl velký podíl na úspěchu svého týmu, který skončil pátý v lize a kvalifikoval se do Evropské ligy.
Během následujících dvou sezón, pokračovala jeho skvělá forma a díky ní se objevil v 63 ligových zápasech a vstřelil 6 branek. Také hrál výborně v evropských pohárech, celkem se objevil ve 14 zápasech a vstřelil 2 góly. Pomohl také týmu Sochaux vyhrát Coupe de la Ligue v roce 2004. Jeho výborná hra v Sochaux vedla k velkému zájmu italského klubu Juventus FC, a třem anglickým týmům Newcastle United FC, Everton FC a Southampton FC.

### Toulouse
Poté, co deklaroval touhu odejít do jiného klubu, Sochaux souhlasil s nabídkou. Nakonec se rozhodl přestoupit do týmu Toulouse FC, kde podepsal smlouvu na 4 roky. Jeho ligový debut s Toulouse proběhl v zápase proti svému bývalému týmu Sochaux, ve kterém odehrál celých 90 minut a udržel vítězství 1-0. V sezóně 2007/08 měl Toulouse i Mathieu špatný start. Mathieu si zlomil a nohu a přišel o polovinu sezóny. Toulouse tu sezónu dělil 1 bod od sestupu a to donutilo Jérémyho uvažovat o své budoucnosti v týmu Toulouse. Odehrál zde celkem 86 zápasů a vstřelil 5 branek.

### Valencia
Dne 10. června 2006 Mathieu přestoupil do španělského týmu Valencia CF. Svůj debut si odbyl v zápase proti FC Sevilla, jeho tým zvítězil 2-0.

### FC Barcelona
Dne 23. července 2014 Mathieu podepsal čtyřletou smlouvu s FC Barcelona. Přestup stál Barcelonu 20 miliónů eur a jeho výkupní klauzule byla stanovena na 50 miliónů eur.

## Reprezentační kariéra
Hrál za francouzské výběry U18, U19 a U21.
V A-týmu Francie debutoval 11. listopadu 2011 v přátelském zápase s týmem USA (výhra 1:0).